# Музичук Олександр Ігорович
Олександр Ігорович Музичук (нар. 1 жовтня 1994, Трускавець, Львівська область, Україна) — український футболіст, лівий півзахисник нижчолігового німецького клубу «Фортуна» (Требендорф).

## Життєпис
Народився в місті Трускавець, Львівської області. Вихованець ДЮСШ «Поділля» (Хмельницький), але в 2010 році 15-річний Олександр перейшов у «Княжу» (Щасливе).
У дорослому футболі дебютував 2011 року в складі «Ністру» (Атаки), де виступав протягом півтора сезони. У 2013 році повернувся до України, де виступав в аматорському чемпіонаті України за волочиський «Збруч». Але того ж року повернувся до Молдови, де протягом півтора сезони захищав кольори клубу «Костулень». За три сезони, проведені в чемпіонаті Молдови зіграв 69 матчів та відзначився 3-ма голами. У 2015 році повернувся до України, де виступав за аматорські колективи «Дунаївці» та «Полонія-ДЮСШ-1» (Хмельницький). У 2016 році повернувся до ще аматорського «Поділля». Того ж року виступав в оренді за напівпрофесіональну команду «Юкрейн Юнайтед» з Канадської футбольної ліги.
29 січня 2017 року, після двотижневого перегляду, підписав 1-річний контракт з «Поділлям». Дебютував у футболці хмельницького клубу 18 березня 2018 року в нічийному (1:1) домашньому поєдинку 21-го туру Другої ліги проти «Нікополя». Музичук вийшов на поле в стартовому складі та відіграв увесь матч. Дебютним голом за «Поділля» відзначився 25 березня 2017 року на 40-й хвилині програного (1:4) виїзного матчу проти кременчуцького «Кременя». Олександр вийшов на поле в стартовому складі та відіграв увесь матч. 31 серпня 2017 року підисав новий 3-річний контракт з хмельницьким клубом, після чого відправився в оренду до завершення 2017 року в «Колос». У футболці ковалівського клубу деьбтував 9 вересня 2017 року в програному (0:1) виїзному поєдинку 11-го туру Першої ліги проти одеської «Жемчужини». Олександр вийшов на поле на 58-й хвилині, замінивши Василя Коропецького. У команді виступав на позиції правого півзахисника, але грав рідко, загалом провів 4 матчі (3 — у Першій лізі та 1 — у кубку України). Наприкінця травня 2018 року, по завершенні терміну оренди, залишив «Колос» та повернувся в «Поділля». У складі хмельницького клубу виступав до початку 2020 року, за цей час у Другій лізі зіграв 57 матчів, в яких відзначився 13-ма голами.
На початку березня 2020 року перейшов у «Полісся», але напередодні відновлення чемпіонату, в березні 2020 року ввели жорсткий карантин, а сезон у Другій лізі достроково завершили. Так і не зігравши жодного офіційного матчу залишив «Полісся». 18 серпня 2020 року перейшов у нижчоліговий німецький клуб «Фортуна» (Требендорф), з яким підписав контракт до 30 червня 2021 року.